# Susmiou
Susmiou település Franciaországban, Pyrénées-Atlantiques megyében. Lakosainak száma 351 fő (2022. január 1.). Susmiou Angous, Castetnau-Camblong, Navarrenx és Sus községekkel határos.

## Népesség
A település népessége az elmúlt években az alábbi módon változott:
| Lakosok száma | 361  | 371  | 373  | 357  | 350  | 352  | 357  | 355  | 351  |
|               | 2013 | 2015 | 2016 | 2017 | 2018 | 2019 | 2020 | 2021 | 2022 |